# Notre-Dame-d'Allençon
Notre-Dame-d'Allençon är en kommun i departementet Maine-et-Loire i regionen Pays de la Loire i nordvästra Frankrike. Kommunen ligger i kantonen Thouarcé som tillhör arrondissementet Angers. År 2018 hade Notre-Dame-d'Allençon 722 invånare.

## Befolkningsutveckling
Antalet invånare i kommunen Notre-Dame-d'Allençon
| Referens: INSEE |